# Чхве Йон Сун
Чхве Йон Сун (кор. 최영선; нар. 10 жовтня 1972, КНДР) — північнокорейський футболіст, що грав на позиції нападника. Після завершення виступів на футбольних полях — північнокорейський футбольний тренер. Відомий за виступами у складі клубу «Пхеньян», який пізніше очолював як головний тренер, та збірній КНДР, у складі якої був учасником Кубку Азії 1992 року.

## Футбольна кар'єра
Як футболіст Чхве Йон Сун всю футбольну кар'єру провів у складі клубу «Пхеньян». У 1990—1993 роках він грав у складі першої збірної КНДР, зіграв у її складі 29 матчів, у яких відзначився 10 забитими м'ячами. У 1992 році Чхве Йон Сун у складі збірної брав участь у Кубку Азії 1992 року. У 1991 році футболіст також грав у складі об'єднаної молодіжної збірної Кореї на молодіжному чемпіонаті світу 1991 року, де об'єднана корейська команда дійшла до чвертьфіналу.
Після завершення виступів на футбольних полях Чхве Йон Сун у 2012—2013 роках очолював свій колишній клуб «Пхеньян» як головний тренер.